# Raiffeisenbank Butjadingen-Abbehausen
Die Raiffeisenbank Butjadingen-Abbehausen eG ist eine deutsche Genossenschaftsbank mit Sitz im Ortsteil Burhave in der niedersächsischen Gemeinde Butjadingen im Landkreis Wesermarsch.

## Geschichte
Die Raiffeisenbank Butjadingen-Abbehausen eG ist durch Fusionen von mehreren Genossenschaftsbanken im nördlichen Butjadingen und in der Stadt Nordenham entstanden. Das älteste Vorgängerinstitut wurde am 28. Oktober 1896 gegründet.

### Stammbaum
Der Stammbaum der Raiffeisenbank Butjadingen-Abbehausen eG. Angegeben ist der zum Zeitpunkt der Verschmelzung geführte Name.
- Raiffeisenbank Butjadingen-Abbehausen eG (seit 2000)
  - Raiffeisenbank Butjadingen eG, Butjadingen-Burhave (bis 2000)
    - Raiffeisenbank Nord-Butjadingen eG, Butjadingen-Burhave (bis 1993)
      - Raiffeisenbank Ruhwarden-Waddens eG, Butjadingen-Ruhwarden (bis 1990)
        - Raiffeisenbank Ruhwarden eG, Butjadingen-Ruhwarden (bis 1978)
        - Raiffeisenbank Waddens eG, Butjadingen-Waddens (bis 1978)

      - Raiffeisenbank Burhave eG, Butjadingen-Burhave (bis 1990)

    - Raiffeisenbank Butjadingen Süd eG, Butjadingen-Stollhamm (bis 1993)
      - Raiffeisenbank Stollhamm eG, Butjadingen-Stollhamm (bis 1978)
      - Raiffeisenbank Eckwarden eG, Butjadingen-Eckwarden (bis 1978)

  - Raiffeisenbank eG Abbehausen (Oldb), Nordenham-Abbehausen (bis 2000)

## Rechtsverhältnisse
Die Raiffeisenbank Butjadingen-Abbehausen eG ist im Genossenschaftsregister beim Amtsgericht Oldenburg (Oldenburg) unter GnR 100011 eingetragen.

## Organisationsstruktur
Rechtsgrundlagen sind das Genossenschaftsgesetz und die durch die Generalversammlung beschlossene Satzung. Organe der Bank sind der Vorstand, der Aufsichtsrat und die Generalversammlung.

## Sicherungseinrichtung
Die Raiffeisenbank Butjadingen-Abbehausen eG ist der amtlich anerkannten Sicherungseinrichtung des Bundesverbandes der Deutschen Volksbanken und Raiffeisenbanken GmbH und der zusätzlichen freiwilligen Sicherungseinrichtung des Bundesverbandes der Deutschen Volksbanken und Raiffeisenbanken e.V. angeschlossen.

## Geschäftsausrichtung
Die Raiffeisenbank Butjadingen-Abbehausen eG betreibt das Universalbankgeschäft. Im Verbundgeschäft arbeitet sie mit der DZ Bank, R+V Versicherung, Bausparkasse Schwäbisch Hall, Teambank, VR Leasing, DZ Hyp und der Union Investment zusammen.

## Geschäftsgebiet
Das Geschäftsgebiet liegt im Norden des Landkreises Wesermarsch direkt an der Nordseeküste.
An diesen Orten betreibt die Bank Filialen:
- Burhave (Hauptstelle, jur. Sitz)
- Abbehausen (Geschäftsstelle)
- Eckwarden (SB-Geschäftsstelle)
- Waddens (SB-Geschäftsstelle)
- Stollhamm (SB-Geschäftsstelle)
- Tossens (2 SB-Geschäftsstelle)